# سن-برونو-دو-مونتارویل

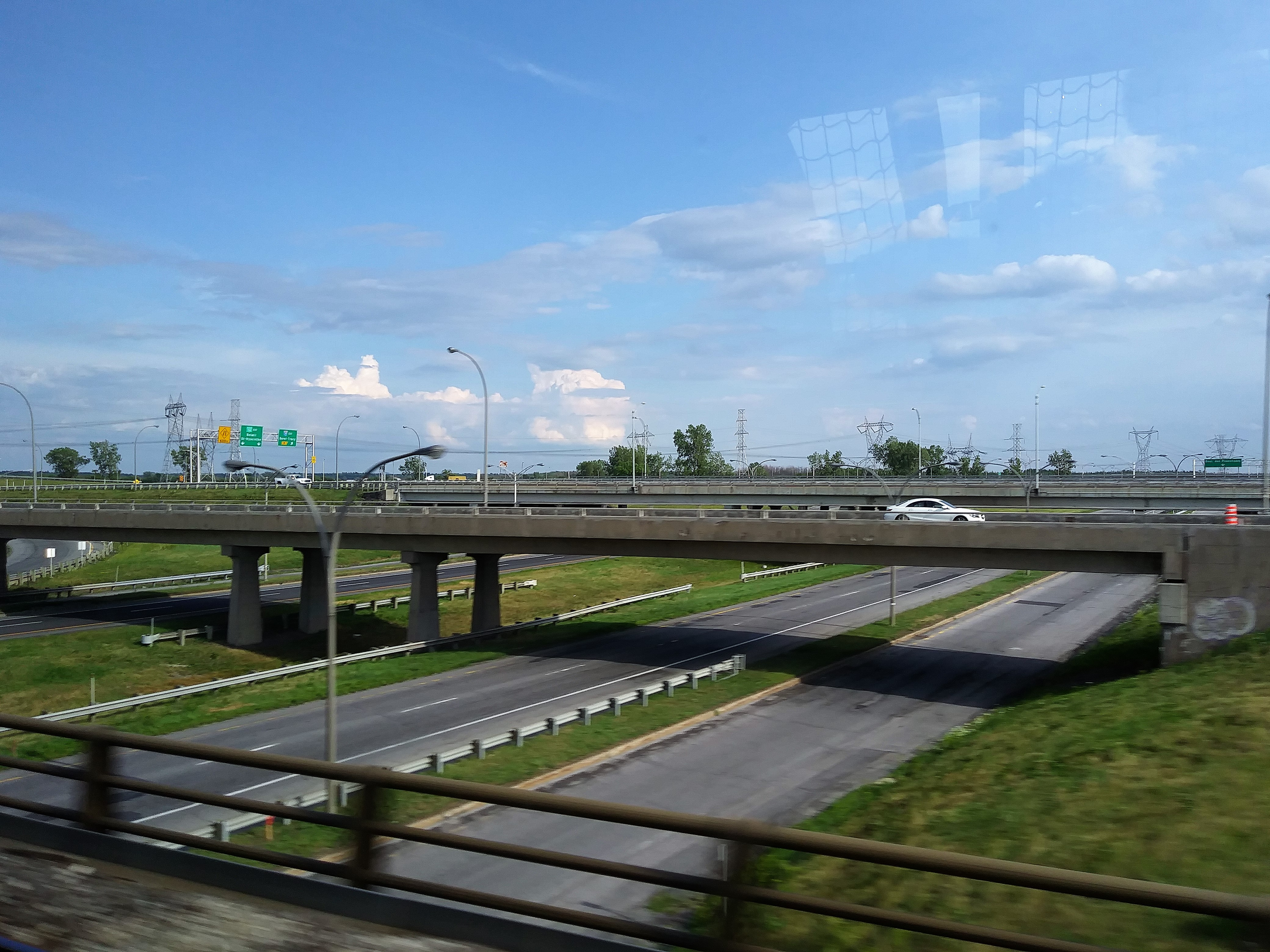
نمایی از شهرک سن-برونو-دو-مونتارویل

سن-برونو-دو-مونتارویل (به فرانسوی: Saint-Bruno-de-Montarville) شهرکی در  ناحیه مونترژی در استان کبک کانادا است. در سرشماری سال ۲۰۱۱ این شهرک ۲۴٬۵۷۱ نفر جمعیت داشته‌است و مساحت آن ۴۱٫۸۹ کیلومتر مربع است.